# Sarah Snook
Sarah Ruth Snook (Adelaide, 1 december 1987) is een Australisch actrice. Ze won onder meer twee Golden Globes en een Emmy Award voor haar rol als Shiv Roy in de dramaserie Succession. Ze maakte in 2009 haar acteerdebuut met een gastrol in All Saints: Medical Response Unit. Haar debuut op het grote scherm volgde in 2012, als Stevie in de romantische komedie Not Suitable for Children.

## Biografisch
Snook werd geboren als derde kind in een gezin met drie dochters en studeerde in 2008 af aan het National Institute of Dramatic Art in Sydney. Ze stond in 2009 voor het eerst voor de camera. Ze had toen een eenmalig rolletje als Sophie in de ziekenhuisserie All Saints: Medical Response Unit. Het jaar erop speelde ze een hoofdrol als Lorna Whyte in de waargebeurde televisiefilm Sisters of War, als verpleegster in Rabaul tijdens de Tweede Wereldoorlog. Snook was in 2012, 2013 en 2014 vervolgens te zien in de Australische komedie Not Suitable for Children, sciencefictionfilm These Final Hours en Heinlein-verfilming Predestination. Haar hoofdrol in de horrorfilm Jessabelle uit 2014 was haar eerste in een Amerikaanse film.
Snook werd in 2018 gecast als Shiv Roy in de dramaserie Succession, over vier kinderen die het media-imperium van hun vader overnemen wanneer die ziek wordt. Deze serie liep vier jaar. Snook werd voor haar rol onder meer drie keer genomineerd voor een Emmy Award en twee keer voor een Golden Globe. Daarbij verzilverde ze beide Golden Globe-nominaties en één keer die voor een Emmy.

## Filmografie
*Exclusief televisiefilms
| - The Beanie Bubble (2023) - Run Rabbit Run (2023) - Seen (2021) - Pieces of a Woman (2020) - An American Pickle (2020) - Brothers' Nest (2018) - Winchester (2018) - The Glass Castle (2017) - Oddball (2015) - The Dressmaker (2015) - Holding the Man (2015) - Steve Jobs (2015) - Jessabelle (2014) - Predestination (2014) - These Final Hours (2013) - Not Suitable for Children (2012) |

## Televisieseries
*Exclusief eenmalige gastrollen
- Succession - Shiv Roy (2018-2023, 39 afleveringen)
- Koala Man - Vicky (2023, 9 afleveringen)
- The Beautiful Lie - Anna Ivin (2015, 6 afleveringen)
- The Secret River - Sal Thornhill (2015, 2 afleveringen)
- Spirited - Antonia (2011, 10 afleveringen)
- Packed to the Rafters - Jodi Webb (2011, 2 afleveringen)

- Bibsys: 1460961539911
- Biblioteca Nacional de España: XX5708535
- Bibliothèque nationale de France: cb16941447c (data)
- Gemeinsame Normdatei: 1072321920
- International Standard Name Identifier: 0000 0004 4722 2903
- Library of Congress Control Number: no2017015108
- Nationale Bibliotheek van Tsjechië: xx0231893
- Nationale Bibliotheek van Israël: 987007417758205171
- Nederlandse Thesaurus van Auteursnamen: 387133429
- Système universitaire de documentation: 223697370
- Virtual International Authority File: 313416691
- WorldCat: E39PBJpDMvWR4JhwPwxpcK4pfq